# Plus (obchodní řetězec)
Plus byl diskontní řetězec vlastněný německou skupinou Tengelmann. Řetězec měl prodejny v deseti evropských zemích včetně Česka, kde působil v letech 1992–2008. Českou síť koupila německá REWE Group, tuzemské prodejny Plus převzaly řetězce Penny Market a Billa. Posledními zeměmi, kde Plus působil, byly do roku 2010 Bulharsko a Rumunsko.

## Historie

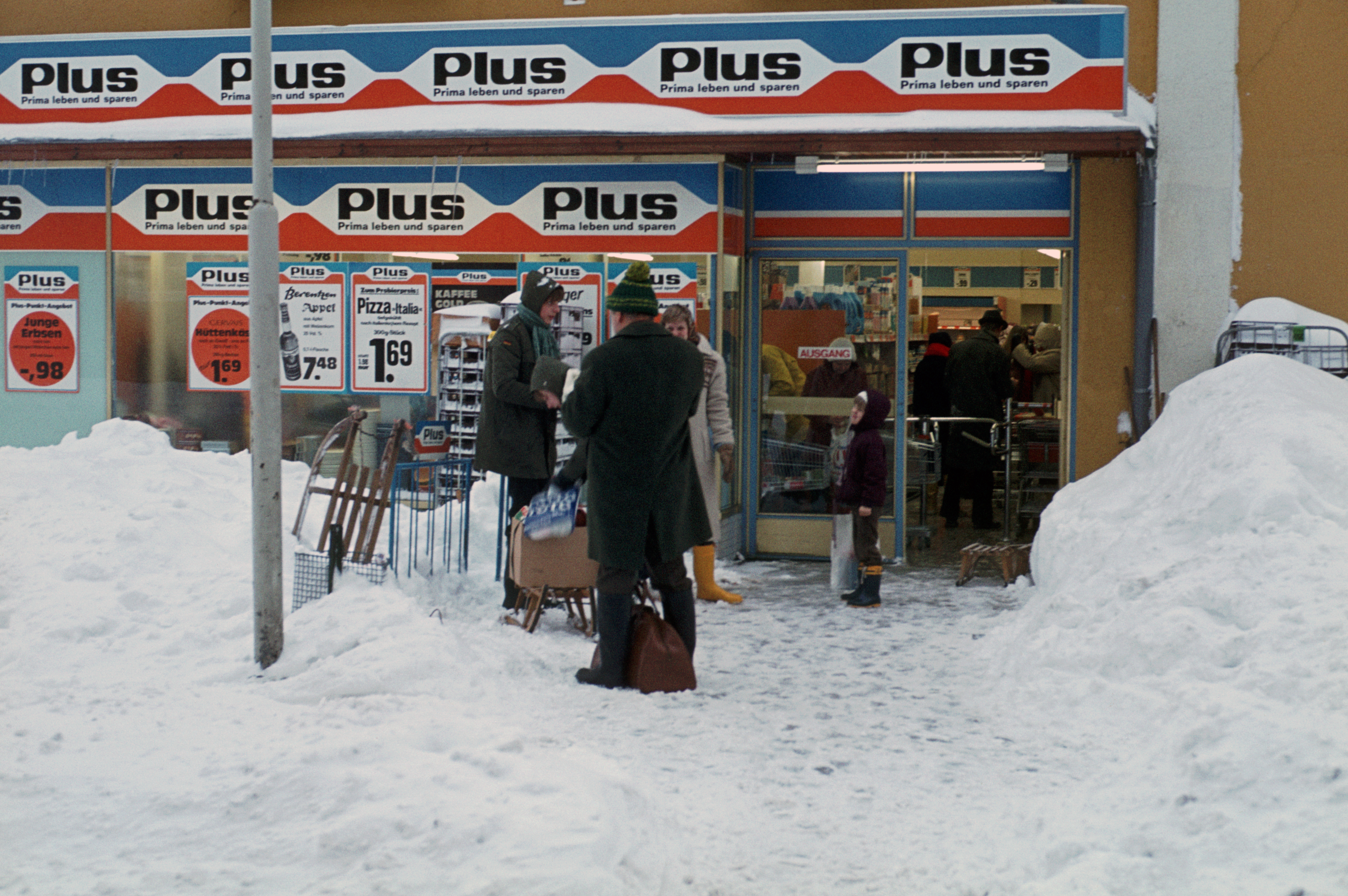
Plus ve městě Hohenlocksted ve Šlesvicku-Holštýnsku v zimě 1978/79

První diskontní prodejna Plus byla skupinou Tengelmann otevřena v roce 1972 v Duisburgu v Německu. Název Plus řetězec využil ke tvorbě sloganu Prima leben und sparen, neboli Prima žít a šetřit.
V roce 1979 Tengelmann Group koupila americkou společnost The Great Atlantic & Pacific Tea Company (A&P), která ve Spojených státech provozovala několik obchodních řetězců. S novým majitelem firma v zemi otevřela několik desítek obchodů Plus Discount Foods. Diskontní prodejny německého formátu nicméně u amerických zákazníků neměly úspěch – jednak kvůli omezenému sortimentu, jednak kvůli tomu, že zpočátku chyběla možnost platit kartou, šekem nebo poukázkami na jídlo. V Chicagu a okolí vzniklo několik větších diskontních obchodů SuperPlus, z nichž bylo posledních šest rozprodáno v roce 1985.

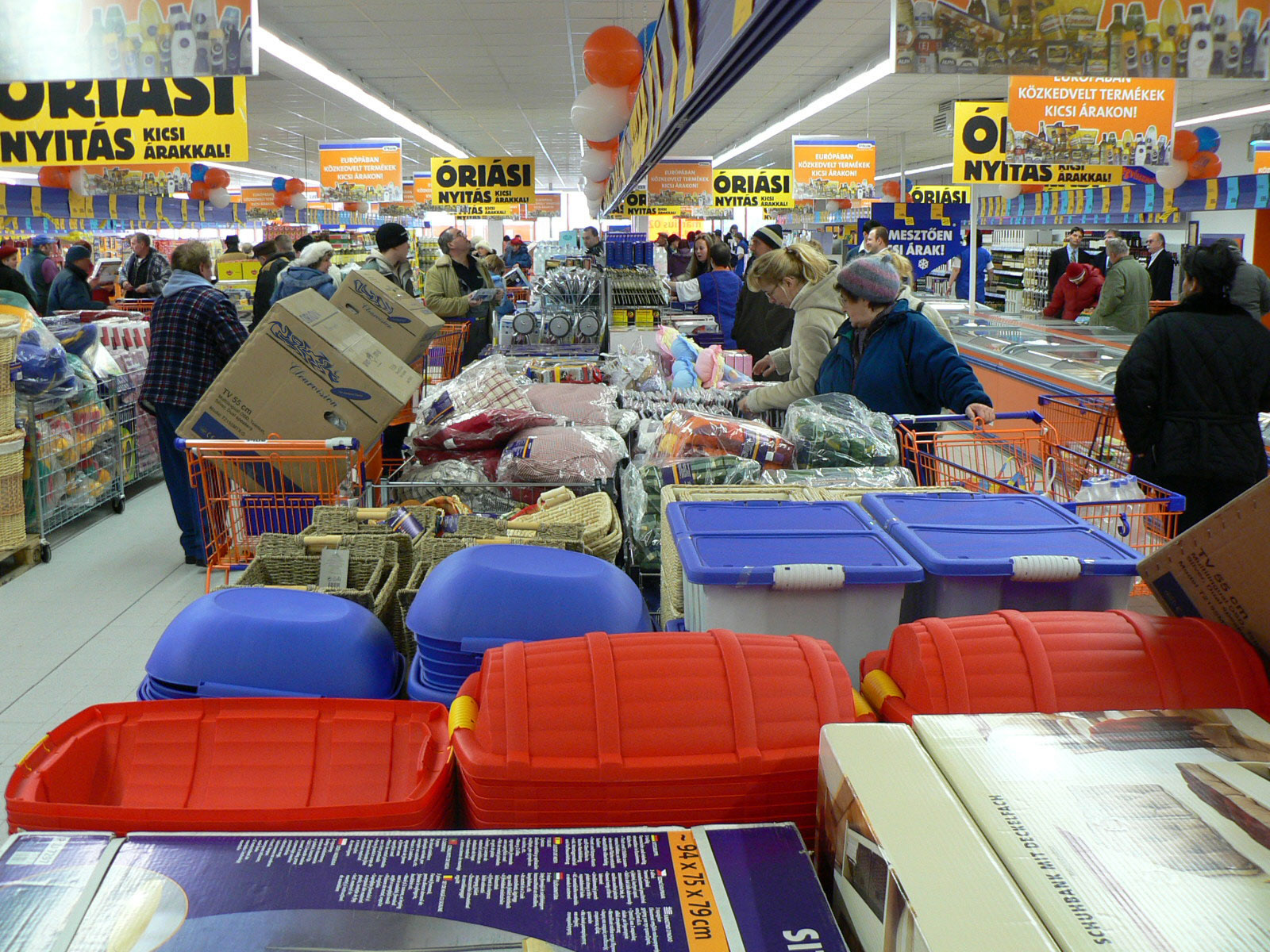
Interiér prodejny v maďarském Solymáru (2006)

Další expanze řetězce Plus se týkala evropských zemí. V dubnu 1992 byla v Pražské tržnici otevřena první prodejna Plus v Česku. V srpnu téhož roku řetězec vstoupil na trh v Maďarsku, kde první prodejnu otevřel ve městě Tatabánya. V roce 1994 vznikla první prodejna ve Španělsku v Segovii a v roce 1995 první prodejna v Polsku ve městě Dąbrowa Górnicza. Další zemí, kam Plus expandoval, se v roce 2001 stalo Portugalsko, o čtyři roky později následovalo Rumunsko a na jaře 2006 Řecko. Mezi lety 2003 a 2008 se značka Plus objevila také v Rakousku, kde ji používala část prodejen řetězce Zielpunkt rovněž vlastněného skupinou Tengelmann. Zielpunkt používal podobné modro-oranžové logo.
V Německu Plus jako první diskontní řetězec spustil v říjnu 2001 svůj e-shop. E-shop nabízel především průmyslové zboží, například domácí a zahradní potřeby, bytové doplňky či elektroniku. V roce 2007 byl otevřen i pro rakouské zákazníky.
V letech 2007 a 2008 řetězec ukončil většinu svého podnikání a své prodejny prodal jiným společnostem. Ve Španělsku prodejny koupil řetězec Dia, tehdy patřící do skupiny Carrefour. V Polsku a Portugalsku se jejich kupcem stala skupina Jeronimo Martins, která v Polsku provozuje supermarkety Biedronka a v domácím Portugalsku supermarkety Pingo Doce. V Řecku diskonty Plus koupil řetězec Alfa Beta Vassilopoulos belgické skupiny Delhaize. V Česku je koupila německá REWE Group a staly se z nich prodejny Penny Market a Billa. Maďarskou filiálku koupil SPAR.
V Německu se více než 2 300 prodejen Plus stalo součástí diskontního řetězce Netto Marken-Discount vlastněného skupinou Edeka, přičemž Tengelmann Group si v řetězci nejprve ponechala 20% podíl. Přeměna prodejen Plus na Netto byla dokončena v červenci 2010. Aby nevzniknul monopol, část prodejen Plus koupily jiné společnosti. Nejvíce prodejen, přes 300, koupila REWE Group a začlenila je do řetězce Penny Market. E-shop Plus zůstal ve vlastnictví Tengelmann Group až do roku 2017, poté byl také převzat skupinou Edeka. Jeho fungování bylo ukončeno k 1. lednu 2019, zákazníci jsou nyní přesměrováni na e-shop řetězce Netto.
Přes odchod z většiny zemí včetně domovského Německa Plus v říjnu 2009 otevřel první prodejnu v Bulharsku. Řetězec v zemi nicméně nepůsobil příliš dlouho. Již v únoru 2010 bylo oznámeno, že jeho prodejny v Bulharsku a Rumunsku převezme Lidl. Diskontní prodejny Plus se tak staly minulostí.
| Země                   | Rok vstupu | Rok odchodu | Počet prodejen při odchodu | Nástupce                                    |
| ---------------------- | ---------- | ----------- | -------------------------- | ------------------------------------------- |
| Německo                | 1972       | 2008        | 2700+                      | Netto Marken-Discount, Penny Market a další |
| Spojené státy americké | 1979       | 1985        | 5                          | různé společnosti                           |
| Česko                  | 1992       | 2008        | 155                        | Penny Market, Billa                         |
| Maďarsko               | 1992       | 2008        | 174                        | SPAR                                        |
| Španělsko              | 1994       | 2007        | 247                        | DIA                                         |
| Polsko                 | 1995       | 2008        | 210                        | Biedronka                                   |
| Portugalsko            | 2001       | 2007        | 75                         | Pingo Doce                                  |
| Rakousko               | 2003       | 2008        | 97                         | Zielpunkt                                   |
| Rumunsko               | 2005       | 2010        | 96                         | Lidl                                        |
| Řecko                  | 2006       | 2008        | 33                         | AB Vassilopoulos                            |
| Bulharsko              | 2009       | 2010        | 23                         | Lidl                                        |

## Plus vČesku

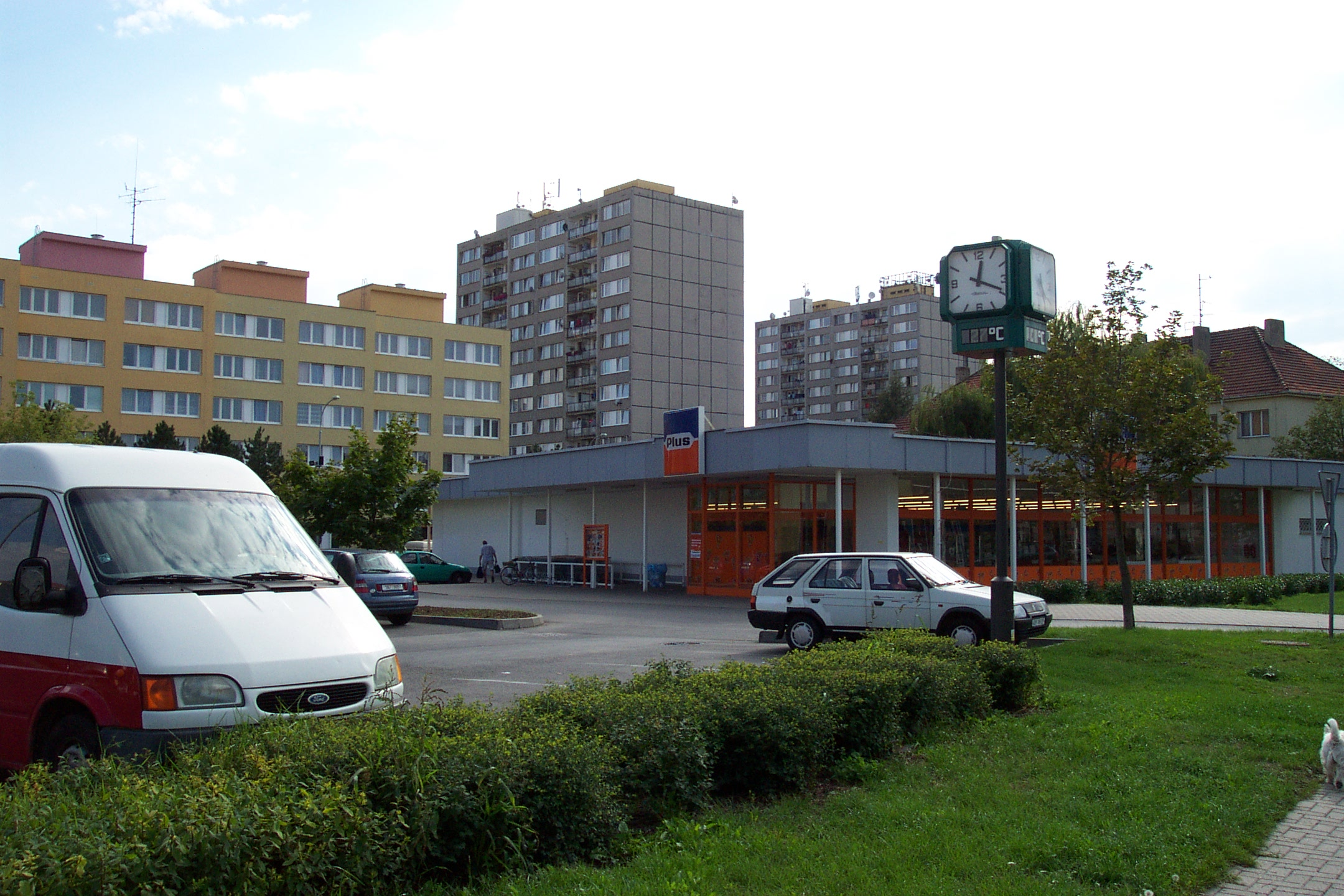
Plus v Praze-Horních Počernicích (2007)

Plus v Česku podnikal prostřednictvím společnosti PLUS - DISCOUNT spol. s r.o., která byla vedena u Městského soudu v Praze s IČ 413 28 116. Společnost byla do obchodního rejstříku zapsána 5. srpna 1991. Nejprve sídlila v Praze-Horních Počernicích, od roku 2001 pak v sousedních Radonicích, kde měla také logistické centrum (dnes využívané Penny Marketem). Prodejny na Moravě a ve Slezsku byly zásobovány ze druhého skladu v Prostějově.
První prodejna Plus byla v Česku otevřena v dubnu 1992 v Pražské tržnici v Praze-Holešovicích. Plus se stal prvním diskontním řetězcem v Česku. Na konci srpna 2008, kdy antimonopolní úřad schválil prodej sítě Plus německé skupině REWE, čítala síť v Česku 155 prodejen. Podle dřívějších informací mělo zájem o koupi řetězce i Tesco.
V posledních letech svého podnikání měl Plus v Česku stabilně tržby okolo 11 mld. Kč ročně V roce 2003 byl Plus 7. největším maloobchodním řetězcem v zemi. Zisk ale od roku 2004 postupně klesal. Zatímco v účetním roce 2003/04 řetězec skončil se ziskem 301 mil. Kč, o dva roky později už to bylo jen 85 mil. Kč a v účetním roce 2006/07 se Plus propadl 48 mil. Kč do ztráty.

### Prodejny
Síť prodejen Plus v Česku byla poměrně rozmanitá. Na rozdíl od jiných řetězců Plus otevíral prodejny zejména v menších městech, a to včetně takových, kde jinak mnoho velkých prodejen nevzniklo (např. Česká Kamenice, Chrastava, Kostelec nad Orlicí, Přeštice nebo Odry). Prodejny se často nacházely v nově postavených budovách, typických i pro jiné diskontní řetězce – jednopodlažních objektech s valbovou nebo sedlovou střechou a povrchovým parkovištěm. Na druhou stranu měl Plus v roce 2007 také 15 prodejen v Praze, kromě obchodních středisek na sídlištích například i v Pražské tržnici nebo v suterénu obchodního domu Bílá labuť. Čtyři prodejny měl v Ústí nad Labem. Do dalších velkých měst se Plus příliš nerozšířil: v Brně, Ostravě a Liberci měl po jedné prodejně, v Plzni a Českých Budějovicích neměl ještě v roce 2007 žádnou.

### Branding aprivátní značky
Plus v zemích, kde působil, používal kombinaci modré a oranžové barvy a reklamní heslo „malé ceny“ (německy die Kleinen Preise). Malé ceny – v podobě oranžových kreslených postaviček ve tvaru čísel – byly zároveň maskotem řetězce a objevovaly se v akčních letácích i v reklamních kampaních. V Česku řetězec používal slogan Malé ceny, to je Plus.
Největší privátní značky, které nabízely výrobky napříč sortimentem, Plus založil až ke konci své tuzemské existence. V listopadu 2006 se do nabídky zařadily výrobky značky Karlův dvůr, která nabízela typické české potraviny (např. jogurt ve skle nebo salám Vysočina), různá instantní nebo hotová jídla (např. knedlíky v prášku nebo šunkové závitky), pečivo i nápoje. Značku Karlův dvůr na tiskové konferenci představil Karel Gott, který se stal jejím „kmotrem“. Na jaře 2007 Plus uvedl značku BioBio, která nabízela bioprodukty.

### Pracovní podmínky
Zaměstnanci Plusu v srpnu 2006 uspořádali protestní akci před prodejnou v Mostě. Zaměstnanci byli nespokojeni s nízkými platy, nedostatkem personálu na prodejnách, dlouhou pracovní dobou a neplacenými přesčasy, diskriminací a nevybíravým jednáním ze strany vedení. Byli prý také terčem ponižování a šikany. Zástupci odborů upozornili na to, že s řetězcem již 23 měsíců neúspěšně vyjednávají o kolektivní smlouvě a zmínili také to, že se Plus fungování odborů ve firmě snaží zabránit, a to prý včetně výhružek či úplatků nepohodlným zaměstnancům. Vedení firmy toto tvrzení popřelo. Sdružení Ekologický právní servis (dnes Frank Bold) informovalo, že z tuzemských řetězců kontrolovaných inspektoráty práce se za rok 2005 a první čtvrtletí roku 2006 právě Plus dopustil nejvíce pochybení. Za 75 druhů pochybení zjištěných při 10 kontrolách Plus dostal pokuty v celkové výši 50 tisíc korun. Na jaře 2008 byl Plus pokutován znovu, konkrétně za to, že zaměstnanci neměli dostatečnou dobu odpočinku a měli příliš dlouhé přesčasy. Řetězec dostal pokutu 10 tisíc korun.